# Ivan Sigg
 (avril 2013).
Si vous disposez d'ouvrages ou d'articles de référence ou si vous connaissez des sites web de qualité traitant du thème abordé ici, merci de compléter l'article en donnant les références utiles à sa vérifiabilité et en les liant à la section « Notes et références ».
Ivan Sigg, né le 15 octobre 1960 à Casablanca (Maroc), est peintre, illustrateur, graveur, écrivain, poète et dramaturge français.

## Biographie
Ivan Sigg est un ancien élève de l’historien de l’art Daniel Arasse et de l’ENSAD. Il est peintre, romancier, dramaturge, performeur en peinture digitale animée, animateur de lectures collectives d’œuvres d’art et consultant en innovation et créativité en entreprise.
De 1984 à 1989, il est membre du groupe d'artistes de rue Banlieue-Banlieue. Depuis, il expose en France et à l'étranger ses fresques, toiles, monotypes, gravures, bas-relief en verre sablé, skariphotos[Quoi ?].
De 1995 à 2007, Ivan Sigg dessine dans les pages de Libération et du Monde. Il a publié quatre albums pour enfants (Gautier Languereau et Farfadet Bleu) ; trois romans  L'Annonce faite à Joseph, La Touffe sublime (Julliard), L'Île du toupet (Publibook) ; deux recueils de haïkus (Gong et La Porte) ; deux pièces de théâtre Animalamlet et Galoufa et l’Ensigglopédie de son blog (Carnets-Livres). En 2009, il transpose l'œuvre Hamlet de William Shakespeare dans la savane, donnant le jour à la fable animalière rabelaisienne Animalamlet, qui est mise en scène pour la première fois en 2012 par le metteur en scène Iulian Furtuna avec les acteurs-étudiants de l'école EICAR.
Ivan Sigg est l'auteur de l’affiche française pour les Jeux olympiques d'été de 2000. Il a réalisé également de grandes œuvres en bas-relief de verre gravé et coloré pour la piscine et le hall du complexe échecs et arts martiaux de Gonfreville-l'Orcher créé par l’agence TNA et inauguré en 2006, pour la piscine de Saint-Denis et le siège national du groupe Caisse d'épargne.
De 2010 à 2013, il coédite la revue d'art expérimentale KUU.
Il collabore aux spectacles du chanteur Petrek, à ceux de la compagnie de marionnettes MA et avec des musiciens électro, jazz ou classique en France et au Japon.
Depuis 2013, il expose au Japon en musée (Mémorial Tanizaki d’Ashiya, Musée du XXIe siècle de Kanazawa) et galeries (Kōbe, Kyoto, Osaka, Tokyo) ses yokai no emakimono, Flyer remix, Cover remix, Suiseki peints, estampages et œuvres collaboratives avec calligraphie.

## Publications
- L’Annonce faite à Joseph, Julliard, 1999  (ISBN 226001531X)
- La Touffe sublime, Julliard, 2003  (ISBN 2260016502)
- L’Île du Toupet, Publibook, 2010  (ISBN 978-2-7483-5314-3)

Pour les enfants :
- Jeux d’eaux, éditions Gautier-Languereau, 1999  (ISBN 2013908059) Grand prix de l'humour tendre 1999.
- Le Faraud séant, éd. Le dé bleu, coll. Le farfadet bleu, 2000  (ISBN 2840311232)
- Les Escalators j’adore !, éditions Gautier-Languereau, 2002  (ISBN 2013908814)
- Un soir j'ai trouvé une pomme, éditions Gautier-Languereau, 2003  (ISBN 2-01-391008-8)
- Le grand livre des énigmes 1 et 2, éditions Marabout, 2005  (ISBN 978-2501049320) et  (ISBN 978-2501054942)